# Sylvia Dördelmann
Sylvia Dördelmann (n. 7 aprilie 1970, Waltrop, Republica Federală Germania, Germania) este o canotoare ce a reprezentat Germania, medaliată olimpică. A participat la o ediție a Jocurilor Olimpice (1992) în care a câștigat o medalie de bronz.

## Participări
Lista de mai jos prezintă principalele competiții la care a participat Sylvia Dördelmann de-a lungul carierei.
- rowing at the 1992 Summer Olympics – women's eight[*][3]